# Tití d'orelles blanques
El tití d'orelles blanques (Plecturocebus donacophilus) és una espècie de tití que viu a l'est de Bolívia i una petita part del Brasil. El seu àmbit de distribució s'estén cap a l'est des del riu Manique (departament de Beni, Bolívia) fins al sud de Rondônia (Brasil). La part meridional del seu àmbit de distribució inclou boscos dels voltants de la ciutat de Santa Cruz de la Sierra.